# Bisexualidad

Bandera del orgullo bisexual.

La bisexualidad es una orientación sexual; se define como la atracción romántica, la atracción sexual o la conducta sexual dirigida tanto hacia el sexo opuesto como hacia el sexo propio, o bien como la atracción romántica o sexual hacia personas de cualquier sexo o identidad de género. Si bien, para esta última definición se suele usar alternativamente el término ‘pansexualidad’, concepto que en determinados contextos es usado de manera intercambiable con ‘bisexualidad’, aunque para otros se trata de dos orientaciones o identidades distintas.
El término bisexualidad se usa principalmente en el contexto de la atracción humana para denotar sentimientos románticos o sexuales tanto hacia hombres como hacia mujeres, y el concepto es una de las tres principales clasificaciones de la orientación sexual junto con la heterosexualidad y la homosexualidad, las cuales son parte del continuo homosexual-heterosexual. Ahora bien, una identidad bisexual no equivale necesariamente a una atracción sexual igual para ambos sexos; comúnmente, las personas que sienten atracción romántica y sexual predominante, pero no exclusiva hacia un sexo, también se identifican como bisexuales. A lo largo de la historia, la bisexualidad se ha observado tanto en sociedades humanas como en otras partes del reino animal. No obstante, el término bisexualidad, al igual que los términos heterosexualidad y homosexualidad, son términos que fueron acuñados en el siglo XIX.
Los científicos no conocen la causa exacta de la orientación sexual, pero teorizan que es causada por una interacción compleja de influencias genéticas, hormonales e influencias ambientales, y no la ven como una elección. Aunque ninguna teoría única sobre la causa de la orientación sexual ha obtenido todavía un apoyo generalizado, los científicos están a favor de las teorías basadas en la biología. Hay mucha más evidencia que apoya las causas biológicas no sociales de la orientación sexual que las sociales, especialmente para los hombres.

## Terminología
El anglicismo bisexual o bi alude a un individuo masculino o femenino que se identifica con la bisexualidad. Esta definición genera discrepancias a la hora que diferenciar los conceptos de bisexualidad y pansexualidad. Si se define la bisexualidad como la orientación sexual y romántica solo hacia las personas de género masculino y femenino, la pansexualidad es, por tanto, una orientación sexual más amplia. Sin embargo, si se define la bisexualidad como la orientación sexual y romántica hacia cualquier género, incluidos los géneros no binarios, la pansexualidad puede utilizarse como un sinónimo de la bisexualidad. Actualmente, no existe un consenso claro entre ambas definiciones.

## Definiciones

### Orientación, identidad y comportamiento sexuales
La bisexualidad es la atracción romántica o sexual tanto hacia hombres como hacia mujeres. La Asociación Estadounidense de Psicología declara que «la orientación sexual se ubica a lo largo de un continuo. En otras palabras, alguien no tiene que ser exclusivamente homosexual o heterosexual, pero puede sentir diferentes grados de ambos. La orientación sexual se desarrolla a lo largo de la vida personal, personas diferentes se dan cuenta en diferentes momentos de su vida que son heterosexuales, bisexuales u homosexuales».
La atracción, el comportamiento y la identidad sexuales pueden ser incongruentes, ya que la atracción o conducta sexual no se corresponde necesariamente con la identidad. Algunos individuos se identifican como heterosexuales, homosexuales, bisexuales sin haber tenido ninguna experiencia sexual. Otros han tenido experiencias homosexuales, pero no se consideran gais, lesbianas, bisexuales. Del mismo modo, personas que se identifican como homosexuales ocasionalmente pueden relacionarse sexualmente con miembros del sexo opuesto, pero no se identifican como bisexuales. Los términos queer, polisexual, omnisexual, heteroflexible, homoflexible, bicurioso, hombres que tienen sexo con hombres y mujeres que tienen sexo con mujeres también pueden usarse para describir la identidad sexual o para identificar el comportamiento sexual.
La activista bisexual Robyn Ochs define la bisexualidad como «el potencial de sentir atracción —de forma romántica o sexual— por gente de más de un sexo o género, no necesariamente al mismo tiempo, no necesariamente en la misma forma y no necesariamente en el mismo grado».

De acuerdo con Rosario, Schrimshaw, Hunter, Braun (2006):
...el desarrollo de la identidad sexual lesbia, gay o bisexual (LGB) es un proceso complejo y a menudo difícil. A diferencia de otros grupos minoritarios (por ejemplo, las minorías étnicas y raciales), la mayoría de los individuos LGBT no son criadas en una comunidad con personas similares de las que puedan aprender sobre su identidad, que refuercen y apoyen esa identidad. Más bien, las personas LGBT a menudo crecen en comunidades que son ignorantes o abiertamente hostiles hacia la homosexualidad.
También se ha estudiado la bisexualidad como una identidad transitoria. En un estudio longitudinal sobre el desarrollo de la identidad sexual entre jóvenes lesbianas, gais y bisexuales (LGB) de Rosario et al. estipularon que: "Encontramos prueba de consistencia considerable y cambio en la identidad sexual LGB a lo largo del tiempo". Los jóvenes que se habían identificado como gay/lesbiana o bisexual antes de un punto de referencia, se identificaron gay/lesbiana aproximadamente tres veces más que bisexual en evaluaciones posteriores. De los jóvenes que se habían identificado solo como bisexuales en evaluaciones anteriores, el 60-70 % siguió identificándose de este modo, mientras que aproximadamente el 30-40 % asumió una identidad gay/lesbiana con el tiempo. Rosario et al. sugieren que "aunque hubo jóvenes que consistentemente se autoidentificaban como bisexuales a través del estudio, para otros jóvenes una identidad bisexual sirvió como una identidad de transición para una identidad gay/lesbiana posterior".
En contraste, un estudio longitudinal realizado por Lisa M. Diamond, que seguía a mujeres que se identificaban como lesbianas, bisexuales o sin etiqueta, encontró que "eran más las mujeres que adoptaron una identidad bisexual/sin etiqueta que aquellas que las abandonaron" en un periodo de 10 años. El estudio también encontró que las "mujeres bisexuales/sin etiqueta tenían una distribución general estable de atracciones del mismo sexo/otro sexo".
Diamond estudió igualmente la bisexualidad masculina en una investigación por encuesta. Notó que "casi la misma cantidad de hombres cambiaron en algún punto una identidad gay a una bisexual, queer o sin etiqueta que los que cambiaron de una identidad bisexual a una gay".

### Exactitud en la identidad

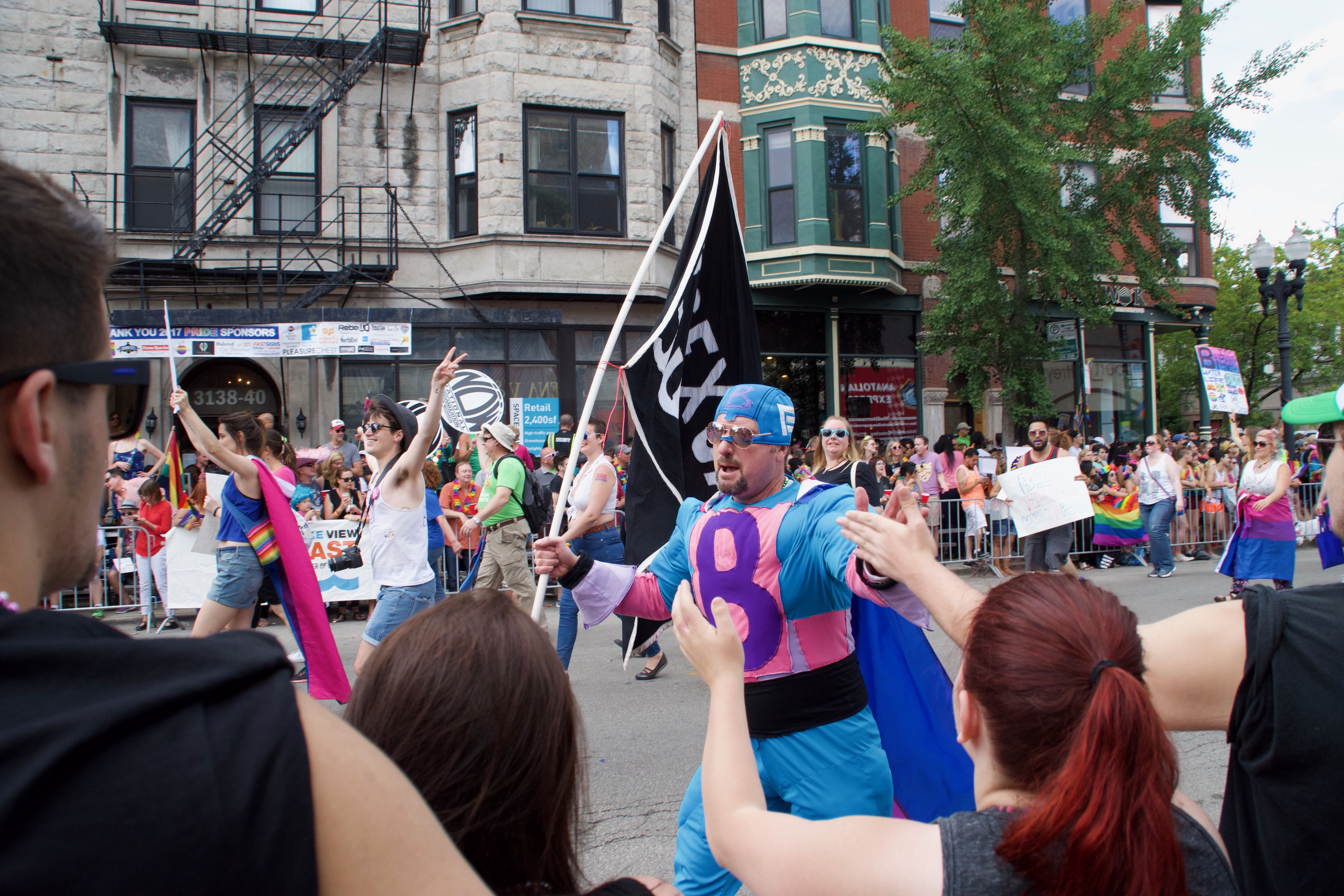
Hombre bisexual marchando en un día del orgullo LGBT

Al igual que otras personas LGTBIQ+, los bisexuales a menudo se enfrentan con la discriminación. Esta discriminación se suele confundir con aquella asociada con la homofobia; en realidad, la gente bisexual se enfrenta a violencias específicas alrededor de la palabra bisexual y de la propia identidad bisexual.
La creencia de que la bisexualidad no existe está muy generalizada y procede de dos puntos de vista. En el punto de vista heterosexista, donde se supone que las personas son atraídas exclusivamente por el sexo opuesto y se considera que tan solo la heterosexualidad realmente existe. En la perspectiva monosexista, se cree que una persona no puede ser bisexual a menos que esté igualmente atraída  sexualmente por ambos sexos. Desde este punto de vista la gente es o bien totalmente homosexual (gay/lesbiana) o exclusivamente heterosexual; el homosexual de clóset desea aparentar ser heterosexual o hay heterosexuales que experimentan con su sexualidad.
La creencia de que alguien no puede ser bisexual, a menos de que esté igualmente atraído a ambos sexos, es una afirmación que es discutida por varios investigadores, quienes afirman que la bisexualidad ―como la sexualidad en general― se debe entender como un continuo homosexual-heterosexual. En 2005, los investigadores Gerulf Rieger, Meredith L. Chivers y J. Michael Bailey usaron la pletismografía peneana para medir la excitación de hombres bisexuales a la pornografía que involucra solo a los hombres y la pornografía que involucra solo a mujeres. Los participantes fueron reclutados a través de anuncios en revistas orientadas a gais y periódicos alternativos. Encontraron que los hombres bisexuales autoidentificados mostraban patrones de excitación genital similar a hombres homosexuales y heterosexuales. Los autores concluyeron que "en términos de comportamiento e identidad, existen claramente hombres bisexuales, pero que la bisexualidad masculina no había demostrado existir con respecto a la excitación o a la atracción". La afirmación de Bailey de que "para los hombres la excitación es igual a la orientación" fue criticada por el Fairness and Accuracy in Reporting (FAIR) como una simplificación que se niega a tomar en cuenta el comportamiento y la autoidentificación. Además algunos investigadores sostienen que la técnica utilizada en el estudio para medir la excitación genital es demasiado cruda para captar todo lo que constituye la atracción sexual en toda su profundidad (sensaciones eróticas, cariño, admiración). El grupo National Gay and Lesbian Task Force llamó al estudio y la cobertura que dio The New York Times deficiente y bifobico.
El Instituto Estadounidense de la Bisexualidad declaró que el estudio de Bailey fue mal interpretado y mal informado tanto por The New York Times como por sus críticos. En 2011, Bailey y otros investigadores encontraron que, entre los hombres con un historial de varias relaciones románticas y sexuales con miembros de ambos sexos, se presentaban indistintamente altos niveles de excitación sexual en respuesta a las imágenes sexuales masculinas y femeninas. Los sujetos fueron reclutados de un grupo en la página de Craigslist, en donde hombres buscan la intimidad con ambos miembros de una pareja heterosexual. Los autores señalaron que este cambio en la estrategia de reclutamiento fue una diferencia importante, pero que esta no podía haber sido una muestra representativa de hombres bisexuales. Estos llegaron a la conclusión de que "sí existen hombres autoidentificados como bisexuales con patrones de excitación bisexuales", pero no pudieron identificar si este patrón se da en la mayoría de los hombres bisexuales.

### Escala Kinsey
La escala Kinsey se usa para describir la experiencia sexual de una persona o su respuesta en un determinado momento. Va desde 0, lo que significa exclusivamente heterosexual, a 6, es decir, exclusivamente homosexual. Las personas que se ubican del 2 al 4 normalmente se les considera bisexuales; en muchos casos no son totalmente un extremo o el otro. En principio, las personas que se ubican en cualquier lugar de 1 a 5 se podrían considerar bisexuales. Este tipo de análisis de la sexualidad presenta la bisexualidad como un punto medio entre heterosexualidad y homosexualidad y no como una orientación por sí misma.

## Demografía
La Organización Mundial de la Salud estima el porcentaje de hombres que tienen sexo con hombres entre el 3% y el 16%, muchos de los cuales también tienen sexo con mujeres.

### SigloXX
El trabajo de Alfred Kinsey Sexual behavior in the human male en 1948 encontró que "el 46 % de la población masculina había participado en prácticas tanto heterosexuales como homosexuales, o que había 'reaccionado' a personas de ambos sexos, en el transcurso de su vida". Al mismo Kinsey le disgustaba el uso del término bisexual para describir a personas que participaban en actividades sexuales con hombres y mujeres, prefiriendo usar bisexual en su sentido estrictamente biológico (‘hermafrodita’), declarando que, «hasta que se demuestre [que] la preferencia sexual de un individuo depende de que en su anatomía existan estructuras femeninas y masculinas, o que tengan capacidades fisiológicas masculinas y femeninas, es lamentable llamar bisexuales a este tipo de personas».
The Janus report on sexual behavior (‘informe de Janus sobre el comportamiento sexual’), publicado en 1993, encontró que el 5 % de los varones y el 3 % de las mujeres se consideraban a sí mismos bisexuales y que el 4 % de los hombres y el 2 % de las mujeres se consideraban homosexuales.

### SigloXXI
Una encuesta realizada en 2002 en los Estados Unidos por el Centro Nacional de Estadísticas de la Salud encontró que el 1,8 % de los varones en la edad de 18 a 44 años se consideraban bisexuales, el 2,3 % homosexuales y el 3,9 % como "otra cosa". El mismo estudio encontró que el 2,8 % de las mujeres entre los 18 a 44 años se consideraban bisexuales, el 1,3 % como homosexuales y el 3,8 % como "otra cosa".
En 2007, un artículo en la sección "Salud" del The New York Times afirmó que «el 1,5 % de las mujeres estadounidenses y el 1,7 % de los varones estadounidenses se identifican como bisexuales». También en 2007 se informó que el 14,4 % de jóvenes mujeres estadounidenses se identificaron como "no estrictamente heterosexual", con el 5,6% de los hombres que se identificaron como homosexuales o bisexuales.
Un estudio en la revista Biological Psychology en 2011 informó que había hombres que se identificaban como bisexuales y que eran excitados por hombres y mujeres.
En la primera encuesta gubernamental a gran escala que mide la orientación sexual de los estadounidenses, la NHIS informó en julio de 2014 que solo el 0,7 por ciento de los estadounidenses se identifican como bisexuales.

## Estudios, teorías y respuesta social
No hay consenso entre los científicos sobre las razones exactas para que un individuo se desarrolle para ser heterosexual, bisexual u homosexual.
Entre las razones propuestas figuran: una combinación de factores genéticos y factores ambientales (incluido el orden de nacimiento fraterno, donde el número de hermanos mayores que un niño tiene aumenta las posibilidades de la homosexualidad; exposición de específicas hormonas prenatales, donde las hormonas juegan un papel en la determinación de la orientación sexual como lo hacen con la diferenciación sexual; y estrés prenatal de la madre.
La Academia Estadounidense de Pediatría ha declarado que "la orientación sexual, probablemente, se determina no por un solo factor, sino por una combinación de factores genéticos, hormonales e influencias ambientales".
La American Psychological Association (Asociación Estadounidense de Psicología) ha declarado que «es probable que haya muchas razones para la orientación sexual de una persona, y las razones pueden ser diferentes para cada persona». Además, señaló que, para la mayoría de la gente, la orientación sexual se determina a una edad temprana.
La Asociación Estadounidense de Psiquiatría declaró: "Hasta la fecha no hay estudios científicos que apoyen alguna etiología biológica específica para la homosexualidad; del mismo modo, no existe alguna causa psicosocial o dinámica familiar para la homosexualidad que haya sido identificada, incluidas historias de abuso sexual en la infancia". Investigaciones sobre cómo la orientación sexual puede ser determinada por factores genéticos u otros factores prenatales juega un papel en los debates políticos y sociales sobre la homosexualidad, y también eleva los temores acerca del perfil genético y las pruebas prenatales.
Sigmund Freud creía que todo ser humano es bisexual en el sentido de incorporar atributos generales de ambos sexos. En su opinión, como esto era cierto anatómicamente, por lo tanto, también lo era psicológicamente, siendo la atracción sexual para ambos sexos un aspecto de esta bisexualidad psicológica, Freud creía que en el curso del desarrollo sexual del lado masculino de esta bisexualidad normalmente llegaría a ser dominante en los hombres y el lado femenino en las mujeres, pero que como adultos todo el mundo tiene deseos derivados de su naturaleza masculina tanto como de su femenina. Freud no afirmó que todo el mundo es bisexual en el sentido de sentir el mismo nivel de atracción sexual para ambos sexos. Las creencias de Freud en la bisexualidad innata fueron rechazadas por Sandor Rado en 1940 y, a raíz de ello, por muchos psicoanalistas posteriores. Rado argumentó que no hay bisexualidad biológica en seres humanos.
La bisexualidad humana ha sido estudiada, en la mayoría de los casos, junto a la homosexualidad. Van Wyk y Geist argumentan que esto es un problema para la investigación de la sexualidad porque los pocos estudios que han observado bisexuales por separado han encontrado que los bisexuales son a menudo diferentes de heterosexuales y homosexuales. Por otra parte, la bisexualidad no siempre representa un punto a medio camino entre la dicotomía. Las investigaciones indican que la bisexualidad es influenciada por variables biológicas, cognitivas y culturales en interacción, y esto da lugar a diferentes tipos de bisexualidad.
En el debate actual en torno a las influencias en la orientación sexual, las explicaciones biológicas han sido cuestionadas por los científicos sociales, sobre todo por corrientes feministas que animan a las mujeres a tomar decisiones conscientes sobre su vida y su sexualidad. También se ha encontrado una actitud diferente entre los hombres y las mujeres homosexuales, con los hombres más propensos a considerar su sexualidad como algo "biológico", que refleja la experiencia universal masculina en esta cultura, no las complejidades del mundo lésbico. También hay evidencia de que la sexualidad de las mujeres puede ser más fuertemente afectada por factores culturales y contextuales.
Camille Paglia ha promovido la bisexualidad como un ideal.
La profesora de Harvard Marjorie Garber hizo un caso académico de la bisexualidad con su libro de 1995 Vice Versa: La bisexualidad y el erotismo de la vida cotidiana, que argumenta que la mayoría de la gente sería bisexual si no fuera por la represión y otros factores, tales como la falta de oportunidades sexuales.

### Factores sociales

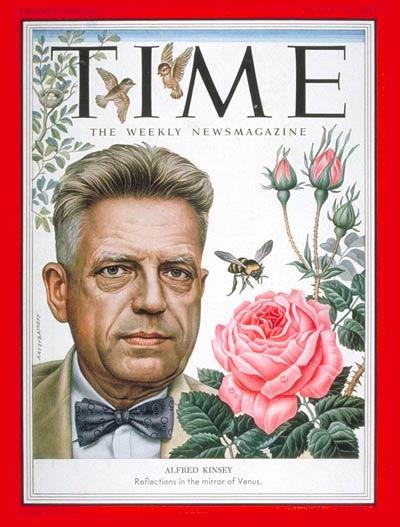
El sexólogo Alfred Kinsey en la carátula de la revista Time

En los años 40, el sexólogo Alfred Kinsey fue el primero en crear una escala para medir la continuidad de la orientación sexual de heterosexualidad a homosexualidad. Kinsey estudió la sexualidad humana y argumentó que las personas tienen la capacidad de ser hetero u homosexuales, aunque este rasgo no se presenta en las circunstancias actuales.
Desde una perspectiva antropológica, existe una gran variación en la prevalencia de la bisexualidad entre las diferentes culturas. En algunas tribus parece ser inexistente mientras que en otras es más común, incluida la tribu Sambia de Nueva Guinea y otras culturas de Melanesia similares.

### Libido
Varios estudios que comparan a los bisexuales con heterosexuales u homosexuales han indicado que los bisexuales tienen mayores tasas de actividad sexual, fantasías sexuales o interés erótico. Van Wyk y Geist (1984) encontraron que los hombres y las mujeres bisexuales tenían más fantasías sexuales que los heterosexuales. Dixon (1985) encontró que los hombres bisexuales tenían más relaciones con mujeres que otros varones heterosexuales. Los hombres bisexuales se masturbaban más, pero tenían menos matrimonios felices que los heterosexuales. Bressler y Lavender (1986) encontraron que las mujeres bisexuales tenían más orgasmos a la semana y afirmaban que eran más fuertes que los de las mujeres heterosexuales u homosexuales. También encontraron que los matrimonios con una mujer bisexual eran más felices que las uniones heterosexuales, observaron menor incidencia en la infidelidad y eran menos probables de terminar en divorcio. Goode y Haber (1977) hallaron que las mujeres bisexuales suelen madurar sexualmente antes que otras mujeres, masturbarse y disfrutar de la masturbación además tener más experiencia en diferentes tipos de contacto heterosexual.
Investigaciones recientes sugieren que, para la mayoría de las mujeres, el alto impulso sexual se asocia con mayor atracción sexual hacia las mujeres y los hombres. Para los hombres, sin embargo, el alto impulso sexual se asocia con una mayor atracción hacia uno u otro sexo, pero no a ambos, dependiendo de la orientación sexual.
De manera similar para la mayoría de las mujeres bisexuales, un alto impulso sexual se asocia con una mayor atracción sexual hacia mujeres y hombres; mientras que para los hombres bisexuales, un alto impulso sexual se asocia con una mayor atracción a uno de los sexos, y se debilita la atracción por el otro.

### Virilización
La masculinización de las mujeres y la hipermasculinización en los hombres ha sido un tema central en la investigación de la orientación sexual. Hay varios estudios que sugieren que los bisexuales tienen un alto grado de masculinización. LaTorre y Wendenberg (1983) encontraron características de personalidad diferentes para mujeres bisexuales, heterosexuales y homosexuales. Se ha encontrado que los bisexuales suelen tener menos inseguridades que los heterosexuales y los homosexuales. Este hallazgo define a los bisexuales como seguros de sí mismos y menos propensos a sufrir inestabilidades mentales. La confianza de una identidad segura se traduce en más masculinidad. Este estudio no exploró las normas sociales, los prejuicios o la feminización de los hombres homosexuales.
En una investigación publicada en la Revista de la Asociación para la Investigación en Otorrinolaringología, las mujeres suelen tener una mejor sensibilidad auditiva que los hombres, asumido por los investigadores como una disposición genética conectada a procrear. Se ha encontrado que las mujeres homosexuales y bisexuales tienen una hipersensibilidad al sonido en comparación con las mujeres heterosexuales, lo que sugiere una predisposición genética a no tolerar tonos de alta intensidad. Aunque se han encontrado hombres heterosexuales, homosexuales y bisexuales que exhiben estos patrones similares de audición, había una diferencia notable dentro de un subgrupo de varones identificados como hiperfeminizados hombres homosexuales que presentaron la prueba con resultados similares a las mujeres heterosexuales.

#### Hormonas prenatales

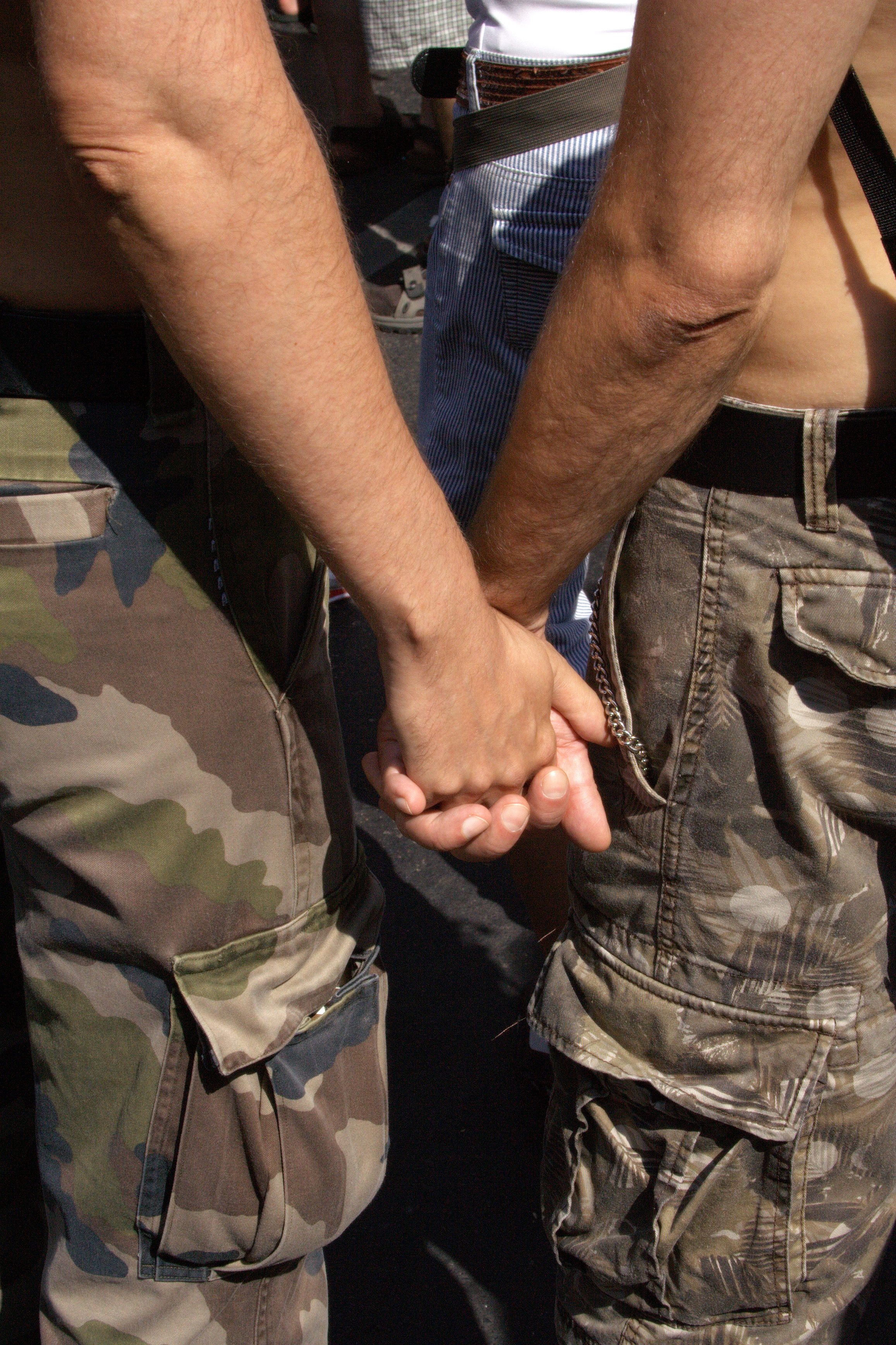
Dos hombres tomados de la mano

La teoría de la hormona prenatal de la orientación sexual sugiere que las personas que están expuestas a niveles excesivos de hormonas sexuales tienen cerebros masculinizados y muestran un aumento de la homosexualidad o la bisexualidad. Pero no se han realizado hasta la fecha estudios que proporcionen evidencia de la masculinización del cerebro. La investigación sobre las condiciones especiales, como la hiperplasia suprarrenal congénita (HSC) y la exposición a dietilestilbestrol (DES), indican que la exposición prenatal al exceso de testosterona y los estrógenos se asocian, respectivamente, con fantasías sexuales de mujeres con mujeres en los adultos. Ambos efectos están asociados con la bisexualidad en lugar de la homosexualidad.
Hay investigaciones que sugieren que el ratio en la longitud del dedo índice 2D y el anular 4D está negativamente relacionado con testosterona prenatal y positivamente al estrógeno. En estudios al medir los dedos, la asimetría en el ratio de los dedos (dedo anular largo) se relaciona estadísticamente con la homosexualidad y con menor ratio en la bisexualidad, sugiriendo que la exposición a dosis altas de testosterona prenatal y bajas de estrógeno es una causa de la homosexualidad, mientras que la exposición a dosis muy altas de testosterona está asociada a la bisexualidad. Como la testosterona es importante para la diferenciación sexual, esta posición ofrece otra alternativa a que la homosexualidad masculina sea genética.
La teoría hormonal prenatal sugiere que una orientación homosexual resulta de la exposición excesiva a la testosterona, provocando un cerebro sobremasculinizado. Esto es contradictorio a la hipótesis de que las preferencias homosexuales pueden deberse a un cerebro feminizado en hombres. Sin embargo, también se ha sugerido que la homosexualidad puede ser debida a los altos niveles de testosterona no unida prenatales que resulta de una falta de receptores en sitios particulares del cerebro. Por lo tanto el cerebro podría ser feminizado, mientras que otras características, como la proporción 2D: 4D, podrían estar excesivamente masculinizadas.

#### Estructura cerebral
En 1991 Simon LeVay encontró en la autopsia de 18 hombres homosexuales, 1 hombre bisexual, 16 hombres presuntamente heterosexuales y 6 mujeres presuntamente heterosexuales que el núcleo INAH 3 del hipotálamo anterior de hombres homosexuales era más pequeño que el de los hombres heterosexuales y más cerca en tamaño de las mujeres heterosexuales. Aunque agrupado con los homosexuales, el tamaño INAH 3 del único sujeto bisexual fue similar al de los hombres heterosexuales.

#### Cromosomas
Existen pruebas que apoyan el concepto de precursores biológicos de orientación bisexual en varones. Según Money (1988), los hombres con un cromosoma Y extra tienen más probabilidades de ser bisexuales, parafilos e impulsivos.

### Teoría evolucionaria

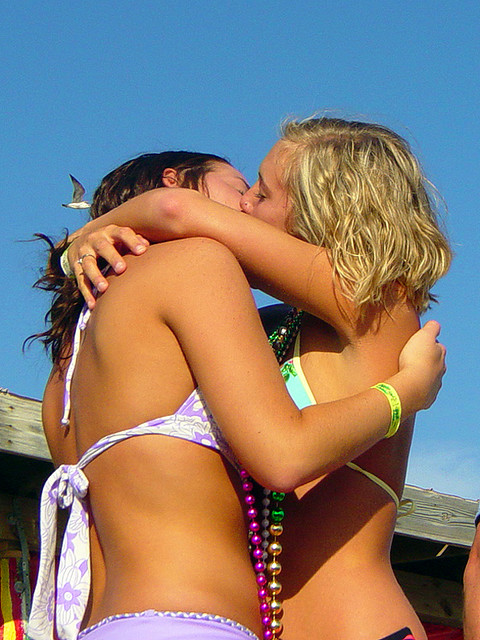
Dos mujeres besándose

Algunos psicólogos evolutivos han argumentado que la atracción hacia el mismo sexo no tiene valor adaptativo, ya que no tiene ninguna asociación con un potencial de éxito reproductivo. En lugar de ello, la bisexualidad puede ser debida a la variación normal en la plasticidad del cerebro. Más recientemente, se ha sugerido que las alianzas del mismo sexo pueden haber ayudado a los varones a subir en la jerarquía social, dando acceso a las féminas y oportunidades reproductivas. Aliados con el mismo sexo podrían haber ayudado a las mujeres a pasar a la más segura y más rica en recursos centro del grupo, que aumentan sus posibilidades de criar a su descendencia.
Brendan Zietsch, del Instituto Queensland de Investigación Médica, propone la teoría alternativa de que los hombres que exhiben rasgos femeninos se vuelven más atractivos para las féminas y por lo tanto son más propensos a aparearse, siempre que los genes implicados no conduzcan a rechazar la heterosexualidad.
Además, en un estudio realizado en 2008, sus autores afirman que "hay considerable evidencia de que la orientación sexual humana está influenciada genéticamente, pero lo que no se sabe es cómo la homosexualidad, lo que tiende a reducir el éxito reproductivo, se mantiene en la población en una frecuencia relativamente alta". Su hipótesis es que "mientras los genes que predisponen a la homosexualidad reducen el éxito reproductivo de los homosexuales, también pueden conferir alguna ventaja en los heterosexuales que los llevan" y sus resultados sugieren que "los genes que predisponen a la homosexualidad pueden conferir una ventaja de apareamiento en los heterosexuales, lo que podría ayudar a explicar la evolución y el mantenimiento de la homosexualidad en la población".
En Scientific American Mind, la científica Emily V. Driscoll dijo que el comportamiento homosexual y bisexual son bastante comunes en varias especies y que fomenta la unión: "Cuanta más homosexualidad, más pacífica es la especie". El artículo también afirma que: "A diferencia de la mayoría de los seres humanos, los animales no pueden ser clasificados como homosexuales o heterosexuales. Un animal que se involucra en un coqueteo entre especies del mismo sexo o asociación no niega necesariamente encuentros heterosexuales. Más bien, muchas especies parecen tener arraigadas tendencias homosexuales que son una parte regular de su sociedad. Es decir, probablemente no hay bichos estrictamente gay, solo bisexuales. Los animales no tienen identidad sexual. Solo tienen sexo".

### Impulso sexual
Van Wyk y Geist resumieron varios estudios que comparan a bisexuales con hetero u homosexuales que han indicado que los bisexuales tienen tasas más altas de actividad sexual, fantasía o interés erótico. Estos estudios encontraron que los bisexuales masculinos y femeninos tenían más fantasía heterosexual que los heterosexuales u homosexuales; que los hombres bisexuales tenían más actividades sexuales con mujeres que los hombres heterosexuales, y que se masturbaban más pero tenían menos matrimonios felices que los heterosexuales; que las mujeres bisexuales tenían más orgasmos por semana y los describían como más fuertes que los de las mujeres hetero u homosexuales; y que las mujeres bisexuales se volvieron heterosexuales activas antes, se masturbaban y disfrutaban más de la masturbación, y tenían más experiencia en diferentes tipos de contacto heterosexual.
La investigación sugiere que, para la mayoría de las mujeres, el impulso sexual elevado se asocia con una mayor atracción sexual tanto por mujeres como por hombres. En el caso de los hombres, sin embargo, el impulso sexual elevado se asocia con una mayor atracción por un sexo u otro, pero no por ambos, según la orientación sexual. De manera similar, para la mayoría de las mujeres bisexuales, el impulso sexual elevado se asocia con una mayor atracción sexual tanto por las mujeres como por los hombres; mientras que para los hombres bisexuales, el impulso sexual elevado se asocia con una mayor atracción por un sexo y una menor atracción por el otro.

## Historia

### Grecia antigua

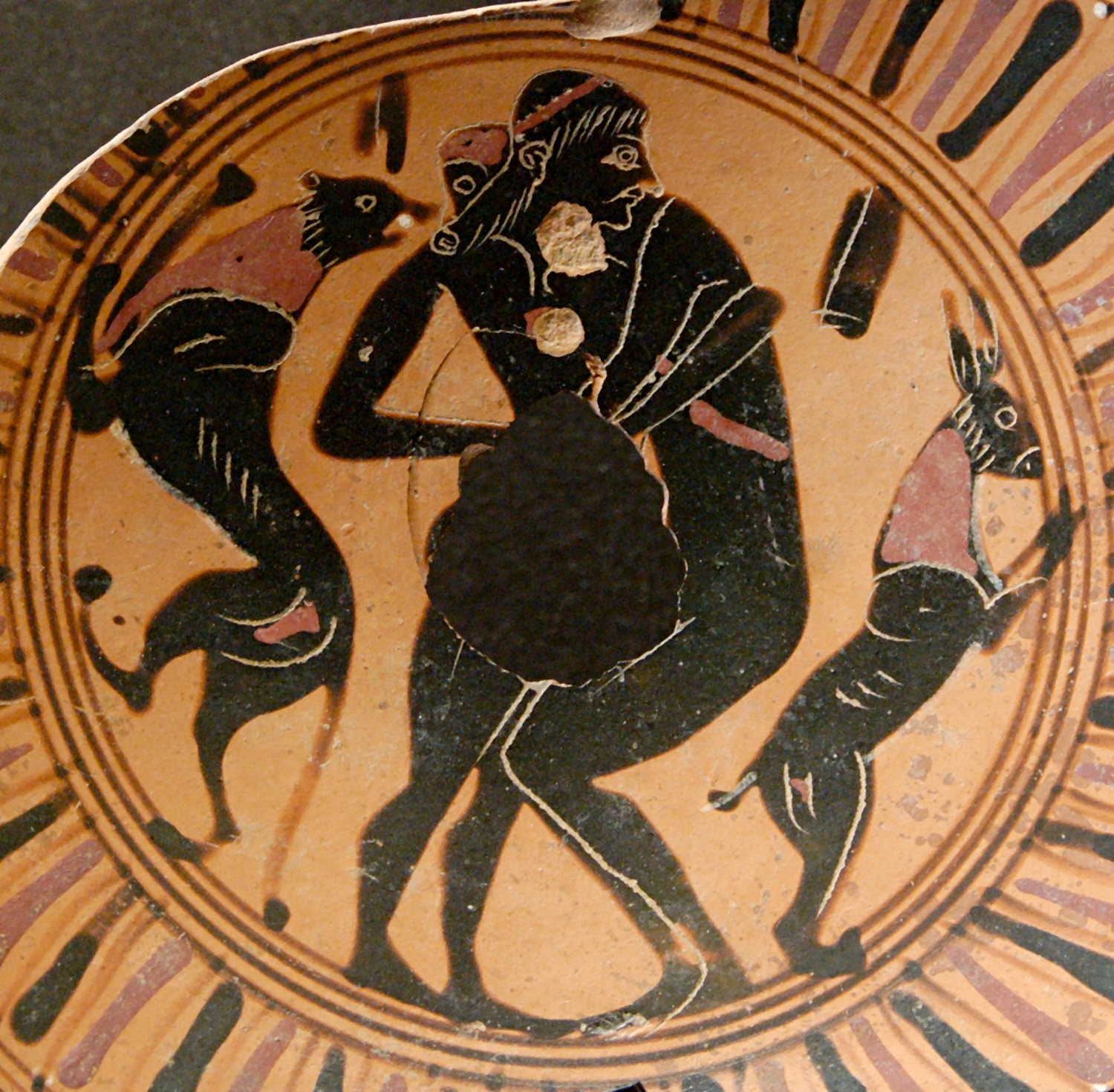
Hombre joven y adolescente en sexo intercrural, fragmento de una figura negra, 550 a.C.-525 a.C., Louvre.

Los antiguos griegos no asociaban las relaciones sexuales con etiquetas binarias, como lo hace la sociedad occidental moderna. Los hombres que tenían amantes masculinos no eran identificados como homosexuales, y pueden haber tenido esposas u otras amantes femeninas.
Textos religiosos de la Grecia antigua reflejan sus prácticas culturales donde incorporan temas bisexuales. Los subtextos variaban, desde la mística a la didáctica.
Los espartanos creían que el amor y las relaciones eróticas entre soldados experimentados y novatos podrían afianzar la lealtad de combate y cohesión de la unidad, y fomentar tácticas heroicas, pues los hombres competían para impresionar a sus amantes. Una vez que los soldados más jóvenes alcanzaban la madurez, se suponía que la relación se convertiría en una no sexual, pero no está claro si esto era estrictamente seguido. Había un poco de estigma que acompañaba a los hombres jóvenes que continuaban sus relaciones con sus mentores en la edad adulta.
Por ejemplo, Aristófanes los llamaba euryprôktoi (que significa ‘de ancho culo’) y los describe como mujeres.

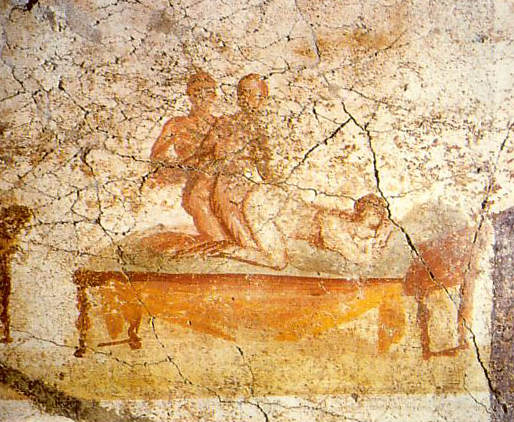
Dos hombres y una mujer en la cama, uno de los hombres recibe sexo anal del otro hombre mientras que este penetra a la mujer de la derecha, Pintura mural de Pompeya, de uno de los baños termales, la pared sur de los vestuarios, pintada alrededor del 79 a. C.

### Antigua Roma
Se esperaba y era socialmente aceptable que un hombre romano nacido libre quisiera tener sexo tanto con parejas femeninas como masculinas, siempre y cuando él fuera el que penetrara.
La moralidad del comportamiento dependía de la posición social de la pareja, no por género. Tanto las mujeres como los hombres jóvenes eran considerados objetos normales de deseo, pero fuera del matrimonio un hombre se suponía que debía actuar en sus deseos solo con los esclavos, prostitutas (que a menudo eran esclavos) y los infames. El género no determinaba si una pareja sexual era aceptable, siempre que el disfrute de un hombre no invadiera la integridad de otro hombre. Era inmoral tener relaciones sexuales con la esposa de otro hombre nacido libre, su hija casadera, su hijo menor de edad, o con el hombre mismo; el uso de un esclavo de otro hombre estaba sujeto a la autorización del propietario. La falta de autocontrol, incluida la gestión de la vida sexual, indicaba que un hombre era incapaz de gobernar a otros; demasiada indulgencia en el "placer sensual bajo" amenazaba con erosionar la identidad del hombre de clase alta como una persona culta.

## Comunidad
La comunidad bisexual (también conocida como comunidad bisexual/ pansexual, bi/pan/fluida o no monosexual) incluye miembros de la comunidad LGBT que se identifican como bisexuales, pansexuales o fluidas.

### Estatus social
Debido a que algunas personas bisexuales no sienten que encajan en el mundo homosexual ni el heterosexual, y porque tienen una tendencia a ser "invisibles" en público, se han comprometido a formar sus propias comunidades, cultura y movimientos políticos. Algunos de los que se identifican como bisexuales pueden integrarse en la sociedad, ya sea homosexual o heterosexual. Sin embargo, otras personas bisexuales ven esta integración como algo forzado y no voluntario; los bisexuales pueden enfrentar la exclusión tanto de la sociedad homosexual como la heterosexual al salir del armario. La psicóloga Beth Firestein afirma que los bisexuales tienden a internalizar las tensiones sociales relacionadas con su elección de pareja y se sienten presionados a etiquetarse como homosexuales en lugar de ocupar un punto medio difícil, donde la atracción a personas de ambos sexos desafía el valor de la monogamia en la sociedad. Estas presiones sociales pueden afectar la salud mental de los bisexuales. Para hacer frente a esta preocupación, se han desarrollado terapias específicas para los bisexuales.
Los comportamientos bisexuales también se asocian en la cultura popular en donde los hombres se dedican a la actividad entre personas del mismo sexo, mientras que lo contrario se presenta como heterosexual. La mayoría de estos hombres dicen que viven en el down-low (expresión estadounidense). No se autoidentifican como bisexuales. Sin embargo, esto puede ser una percepción cultural errónea estrechamente relacionada con la de otras personas LGBT que ocultan su orientación real debido a las presiones sociales, un fenómeno llamado coloquialmente "estar en el armario".
En los EE. UU., Una encuesta de Pew de 2013 mostró que el 28% de los bisexuales dijeron que "todas o la mayoría de las personas importantes en su vida saben que son LGBT" frente al 77% de los hombres homosexuales y el 71% de las lesbianas. Además, cuando se desglosa por género, solo el 12% de los hombres bisexuales dijeron que estaban "fuera" frente al 33% de las mujeres bisexuales.

### Percepciones y discriminación

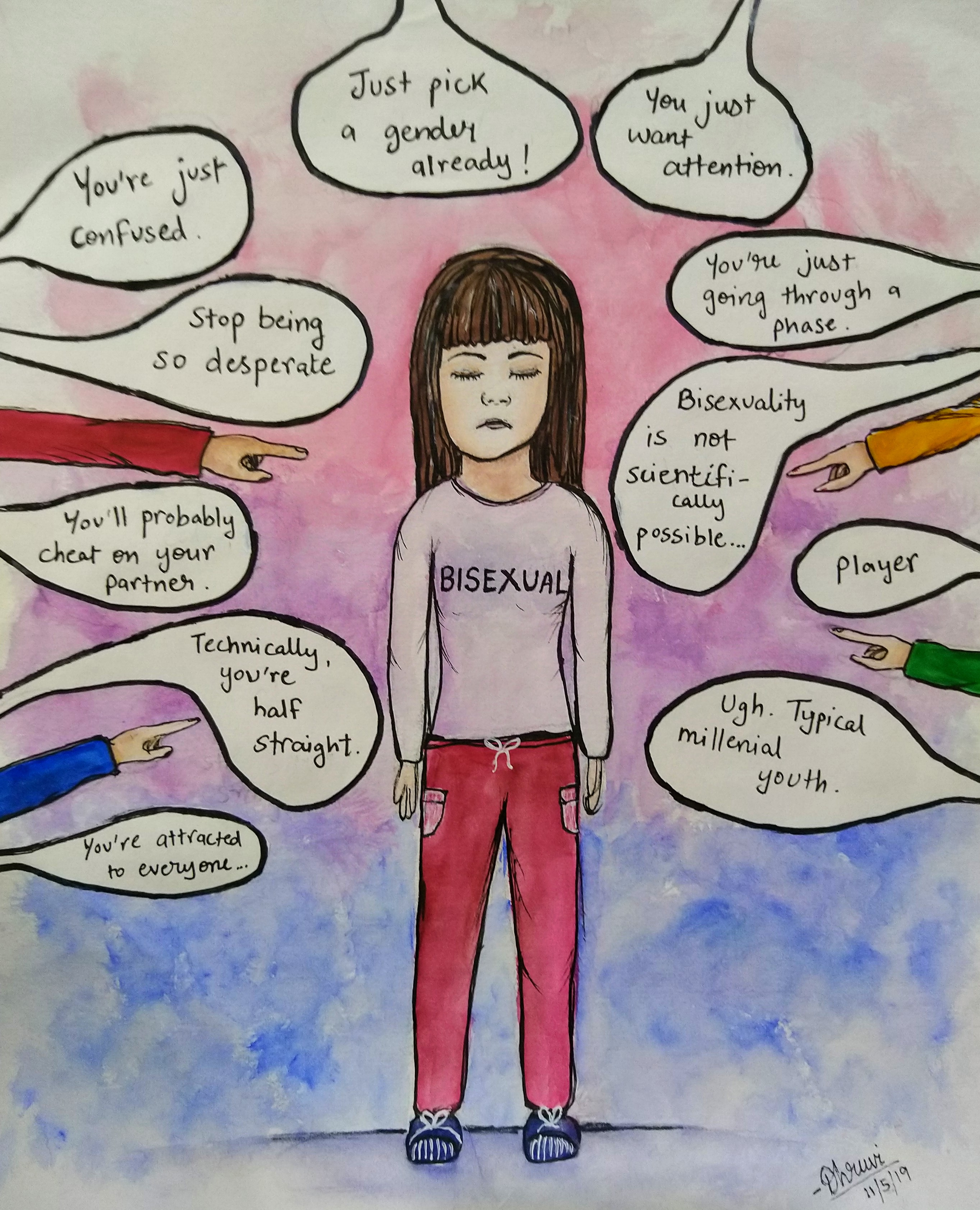
Los bisexuales enfrentan discriminación y prejuicios a menudo de la propia comunidad LGBT.

Al igual que las personas de otras sexualidades LGBT, los bisexuales a menudo enfrentan discriminación. Además de la discriminación asociada con la homofobia, los bisexuales con frecuencia se enfrentan a la discriminación de los hombres homosexuales, las lesbianas y la sociedad heterosexual en torno a la palabra bisexual e identidad bisexual en sí. La creencia de que todo el mundo es bisexual (especialmente las mujeres en contraposición a los hombres), o que la bisexualidad no existe como una identidad única, es común. Esto se deriva de dos puntos de vista: en el punto de vista heterosexista, se presume que las personas se sienten atraídas sexualmente por el sexo opuesto, y a veces se razona que una persona bisexual es simplemente una persona heterosexual que está experimentando sexualmente. Desde el punto de vista monosexista, se cree que las personas no pueden ser bisexuales a menos que se sientan igualmente atraídas sexualmente por ambos sexos, regulando la orientación sexual para que sea sobre el sexo o el género que uno prefiere. En este punto de vista, las personas son exclusivamente homosexuales (gay/lesbianas) o exclusivamente heterosexuales (heterosexuales), personas homosexuales encerradas que desean parecer heterosexuales, o heterosexuales que están experimentando con su sexualidad. Las afirmaciones de que uno no puede ser bisexual a menos que se sienta igualmente atraído sexualmente por ambos sexos, sin embargo, son cuestionadas por varios investigadores, quienes han informado que la bisexualidad cae en un continuo, como la sexualidad en general.
Se presume particularmente que la bisexualidad masculina es inexistente, y los estudios de fluidez sexual se suman al debate. En 2005, los investigadores Gerulf Rieger, Meredith L. Chivers y J. Michael Bailey utilizaron la pletismografía del pene para medir la excitación de los hombres bisexuales autoidentificados a la pornografía que involucra solo a hombres y la pornografía que involucra solo a mujeres. Los participantes fueron reclutados a través de anuncios en revistas orientadas a los homosexuales y un periódico alternativo. Descubrieron que los hombres bisexuales autoidentificados en su muestra tenían patrones de excitación genital similares a los de los hombres homosexuales o heterosexuales. Los autores concluyeron que "en términos de comportamiento e identidad, los hombres bisexuales claramente existen", pero que no se ha demostrado que la bisexualidad masculina exista con respecto a la excitación o la atracción. La afirmación de Bailey de que "para los hombres la excitación es orientación" fue criticada por Fairness and Accuracy in Reporting (FAIR) como una simplificación que ignora el comportamiento y la autoidentificación. Además, algunos investigadores sostienen que la técnica utilizada en el estudio para medir la excitación genital es demasiado cruda para capturar la riqueza (sensaciones eróticas, afecto, admiración) que constituye la atracción sexual. El Grupo de Trabajo Nacional para Gays y Lesbianas calificó el estudio y la cobertura del New York Times como defectuoso y bifóbico.
El Instituto Americano de Bisexualidad declaró que el estudio de Bailey fue malinterpretado y mal informado tanto por The New York Times como por sus críticos. En 2011, Bailey y otros investigadores informaron que entre los hombres con antecedentes de varias relaciones románticas y sexuales con miembros de ambos sexos, se encontraron altos niveles de excitación sexual en respuesta a imágenes sexuales tanto masculinas como femeninas. Los sujetos fueron reclutados de un grupo de Craigslist para hombres que buscaban intimidad con ambos miembros de una pareja heterosexual. Los autores dijeron que este cambio en la estrategia de reclutamiento fue una diferencia importante, pero puede que no haya sido una muestra representativa de hombres identificados como bisexuales. Llegaron a la conclusión de que "los hombres identificados como bisexuales con patrones de excitación bisexual sí existen", pero no pudieron establecer si ese patrón es típico de los hombres identificados como bisexuales en general.

### Simbología bisexual

Dos triángulos superpuestos.

Un símbolo comúnmente utilizado dentro de la comunidad bisexual es la bandera del orgullo bisexual, que tiene una franja rosa para la homosexualidad, una azul en la parte inferior para la heterosexualidad y una franja púrpura en medio, mezclada del rosa y el azul, representando la bisexualidad.
Otro símbolo que utiliza los mismos colores son un par de triángulos sobrepuestos, el triángulo rosa, uno de los símbolos más conocidos por la comunidad gay, y un triángulo azul que, del mismo modo que en la bandera, representa la heterosexualidad, ambos forman un triángulo púrpura en su intersección.
Muchos homosexuales y bisexuales tienen un problema con el uso del símbolo del triángulo rosa, ya que este era un símbolo que fue utilizado en el régimen de Hitler para etiquetar y perseguir a los homosexuales (similar a la estrella de David pero constituida por dos triángulos superpuestos). Por lo tanto, el símbolo de doble luna fue ideado específicamente para evitar el uso de los triángulos.
Este símbolo es muy común en Alemania y países circundantes.

## Medios de comunicación

### Cine
Podemos encontrar representaciones de la bisexualidad en películas como Cisne negro, Frida, Showgirls, The Pillow Book, Alejandro Magno, The Rocky Horror Picture Show, Henry and June, Persiguiendo a Amy, Velvet Goldmine, Besando a Jessica Stein, The Fourth Man, Instinto Básico, Sueños, misterios y secretos, Sunday Bloody Sunday, Something for Everyone, The Rules of Attraction, y Secreto en la montaña.

### Televisión

#### Estados Unidos
De la cadena FOX, en la serie House M. D. aparece una doctora bisexual llamada Remy Hadley, "Trece", personificada por Olivia Wilde, desde la cuarta temporada en adelante. En la misma cadena de televisión también se había emitido la serie de televisión The O.C., que durante un tiempo tuvo a una protagonista bisexual llamada Alex Kelly (también interpretada por Olivia Wilde), la gerente del lugar frecuentado por los rebeldes locales, siendo el interés amoroso de Marissa Cooper.

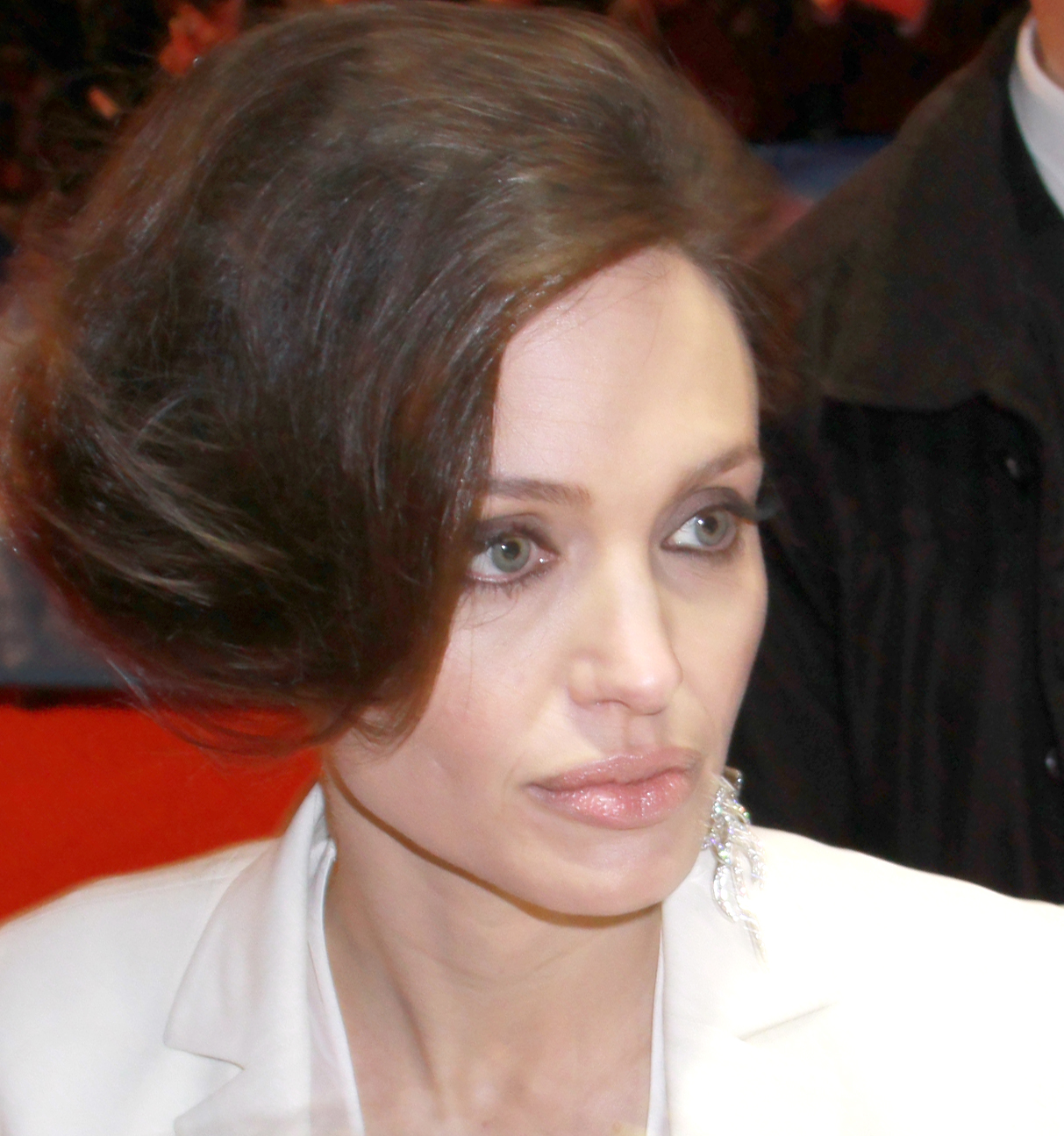
Angelina Jolie es una actriz bisexual.

En 2007 se emitió A Shot at Love with Tila Tequila en el que la modelo, animadora, actriz y cantante Tila Nguyen buscaba pareja. En dicho concurso de telerrealidad participaron 16 hombres heterosexuales y 16 mujeres homosexuales.
A partir de la temporada de 2009, la serie The Real World de MTV contó con dos personajes bisexuales,
Emily Schromm y Mike Manning.

#### Canadá
El drama sobrenatural Lost Girl, sobre criaturas llamadas Fae que viven en secreto entre los humanos, cuenta con una protagonista bisexual, llamada Bo, interpretada por Anna Silk. En el arco de la historia está involucrada en un triángulo amoroso entre Dyson, un hombre lobo (interpretado por Kris Holden-Ried), y Lauren Lewis,
una doctora humana (protagonizada por Zoie Palmer) que está al servicio del líder del clan Light Fae.

#### Reino Unido
En el show de ciencia ficción de la BBC TV Torchwood, varios de los personajes principales parecen tener una sexualidad fluida. El más destacado de ellos es el capitán Jack Harkness, un pansexual, que es el personaje principal y, por todo lo demás, un convencional héroe de acción de ciencia ficción. Dentro de la lógica del show, donde los personajes también pueden interactuar con otras especies exóticas, los productores utilizan a veces el término "omnisexual" para describirlo.
El ex de Jack, el Capitán John Hart también es bisexual.
De sus exes femeninos, se sabe que tiene al menos una exesposa y una mujer con quien ha tenido un hijo. Algunos críticos sacan la conclusión de que la serie muestra más a menudo a Jack con hombres que con mujeres.
El creador de la serie Russell T. Davies dice que una de las trampas de escribir un personaje bisexual es que se "cae en la trampa" de "solo hacerle dormir con hombres". Describe la cuarta temporada de la serie, "vas a ver toda la gama de sus apetitos, de una manera realmente bien hecha".
La preocupación por la bisexualidad ha sido vista por los críticos como complementaria a otros aspectos de los temas de la serie. Para el personaje heterosexual Gwen Cooper, de quien Jack alberga sentimientos románticos, las nuevas experiencias que ella enfrenta en Torchwood, en forma de "relaciones, homosexualidad y amenazas de muerte", connota no solo el Otro, sino un "lado perdido" para el Ser.
Bajo la influencia de una feromona alien, Gwen besa a una mujer en el episodio 2 de la serie. En el Episodio 1, el heterosexual Owen Harper besa a un hombre para escapar de una pelea cuando está por tomar a la novia del hombre. Toshiko Sato está enamorada de Owen, pero también tiene algunas relaciones románticas con una alíen y un joven humano. El periódico británico The Sun publicó el titular "Dr Ooh consigue cuatro amigos gay" antes de la primera temporada, describiendo a todo el elenco de Torchwood como bisexual.

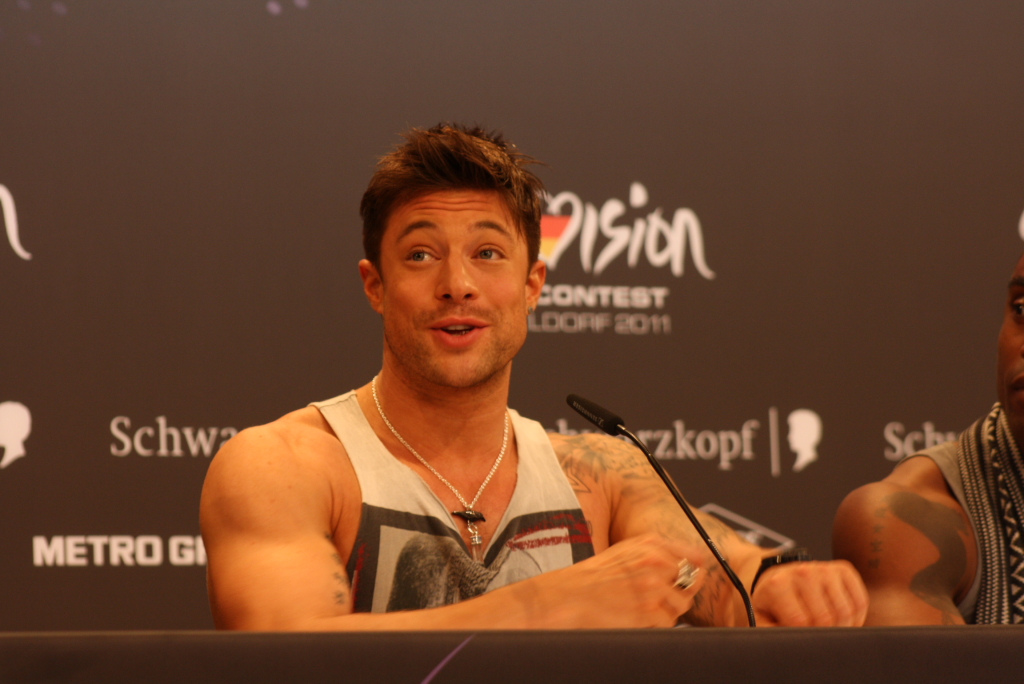
Duncan James, es un cantante británico, actor y presentador de televisión bisexual (2011)

### Música
El músico de rock David Bowie se declaró a sí mismo bisexual en una entrevista con Melody Maker en enero de 1972, un movimiento que coincide con los primeros disparos en su campaña para el estrellato como Ziggy Stardust.
En septiembre de 1976 en una entrevista con Playboy, Bowie afirmó "Es verdad......Soy bisexual. Pero no puedo negar que me he aprovechado muy bien de ello. Supongo que es la mejor cosa que me ha pasado".
En una entrevista en 1983, dice que es "el peor error que he cometido", aclarando, que en 2002 "no pienso que haya sido un error en Europa, pero es mucho más difícil en Estados Unidos. No tenía problema con que la gente supiera que soy bisexual. Pero tampoco tenía interés en cargar ninguna bandera o ser representante de ningún grupo. Sabía lo que quería ser, que era ser un compositor y un intérprete [...] Estados Unidos es un lugar muy puritano, y creo que se puso en el camino de lo mucho que quería hacer".
En 1995, Jill Sobule canta sobre la bicuriosidad en su canción "I Kissed a Girl", con un vídeo que alternaba imágenes de Sobule y un novio, junto con imágenes de ella con una novia. Otra canción con el mismo nombre de Katy Perry también alude al mismo tema. Algunos activistas sugieren que la canción simplemente refuerza el estereotipo de que los bisexuales solo experimentan, y que la bisexualidad no es una preferencia sexual real. Lady Gaga ha indicado que es bisexual y ha declarado que su canción «Poker Face» trata de fantasear con una mujer mientras se está con un hombre.
Ric Ocasek de The Cars dijo que era bisexual en una entrevista en 1986, declarando "Me gustan las mujeres hermosas. Las mujeres altas, delgadas, bellas, gordas pequeñas, mujeres feas. Me gustan todo tipo de mujeres. Siempre me siento atraído por el sexo opuesto. Estoy atraído por ambos sexos, en realidad, pero no solo por los hombres guapos [...] creo que me gustan los hombres extraños".
Brian Molko, cantante del grupo Placebo, es abiertamente bisexual.
En una entrevista a The Guardian, Michael Stipe de R.E.M afirma disfrutar relaciones con hombres y mujeres y dijo: "...como yo lo entiendo, ser Queer es la aceptación de lo obvio, que en el mundo de la sexualidad, la identidad y el amor no todo es blanco y negro, o simple - es todos los matices y la gradación del arco iris".
Freddie Mercury, vocalista de Queen, también era bisexual. Tuvo dos relaciones importantes y duraderas a lo largo de su vida, la primera fue con Mary Austin, el amor de su vida, y la segunda con Jim Hutton.
Joe Jackson es un músico británico, representante de la llamada new wave, ganador del premio Grammy en 2001. Jackson estuvo casado durante dos años, pero el matrimonio terminó en divorcio y luego Jackson lo llamó un "desastre". En una entrevista de 2001 con el Irish Independent Jackson declaró que estaba en una relación con un hombre. Jackson ya había discutido previamente su bisexualidad, en su autobiografía A Cure For Gravity de 1999.

### Literatura

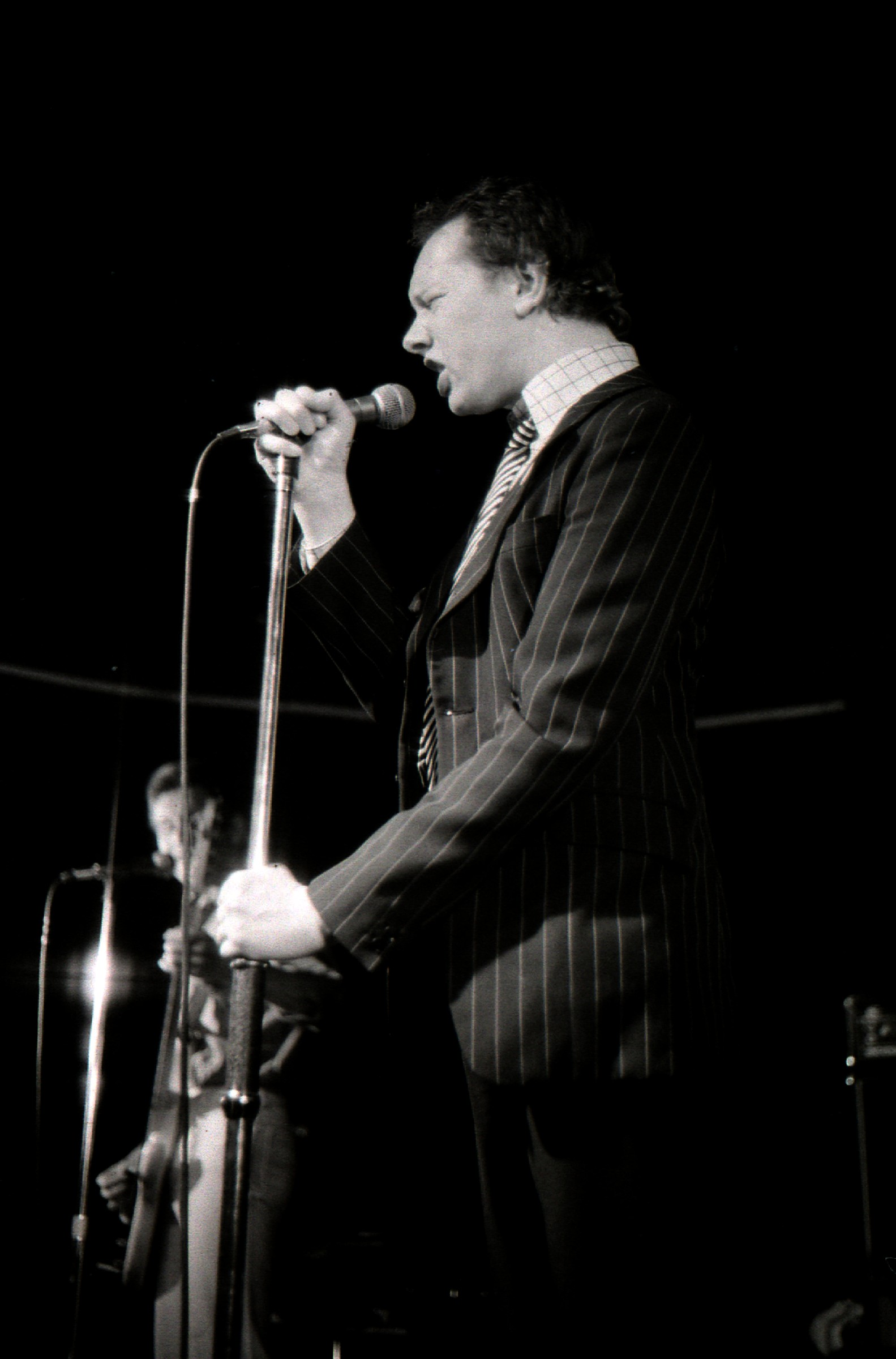
El músico británico Joe Jackson

El libro de Virginia Woolf, Orlando: Una Biografía (1928), es un ejemplo temprano de la bisexualidad en la literatura. La historia de un hombre que se transforma en una mujer sin pensarlo dos veces, se basa en la vida de la amante de Woolf Vita Sackville-West. Woolf utiliza el interruptor de género para evitar que el libro sea prohibido por contenido homosexual. Los pronombres cambian de hombre a mujer como cambios de género de Orlando. La falta de pronombres definidos para Woolf permite la ambigüedad y la falta de énfasis en las etiquetas de género.
Su libro de 1925 Mrs Dalloway se enfoca en un hombre bisexual y una mujer bisexual en matrimonios heterosexuales sexualmente insatisfechos. Después de la muerte de Sackille-Wes, su hijo Nigel Nicolson publica Portrait of a Marriage, uno de sus diarios contando sus aventuras con una mujer durante su matrimonio con Harold Nicolson. Otros ejemplos tempranos incluyen los trabajos de D.H. Lawrence, como Women in Love (mujeres enamoradas) (1920), y la serie de libros Colette Claudine (1900–1903).
El personaje principal de la novela de Patrick White El Twyborn Affair (1979) es bisexual. Las novelas del novelista contemporáneo Bret Easton Ellis, como Menos que cero (1985) y The Rules of Attraction (1987), con frecuencia cuentan con personajes masculinos bisexuales; este "enfoque informal" en personajes bisexuales se repite en todas las obras de Ellis.

### Series web
En octubre de 2009, "A Rose By Any Other Name" fue lanzada como una serie "webisodio" en YouTube. Dirigida por el defensor de los derechos bisexuales Kyle Schickner, la trama se centra en torno a una mujer lesbiana que se enamora de un hombre heterosexual y descubre que en realidad es bisexual.

### Estereotipos de los medios

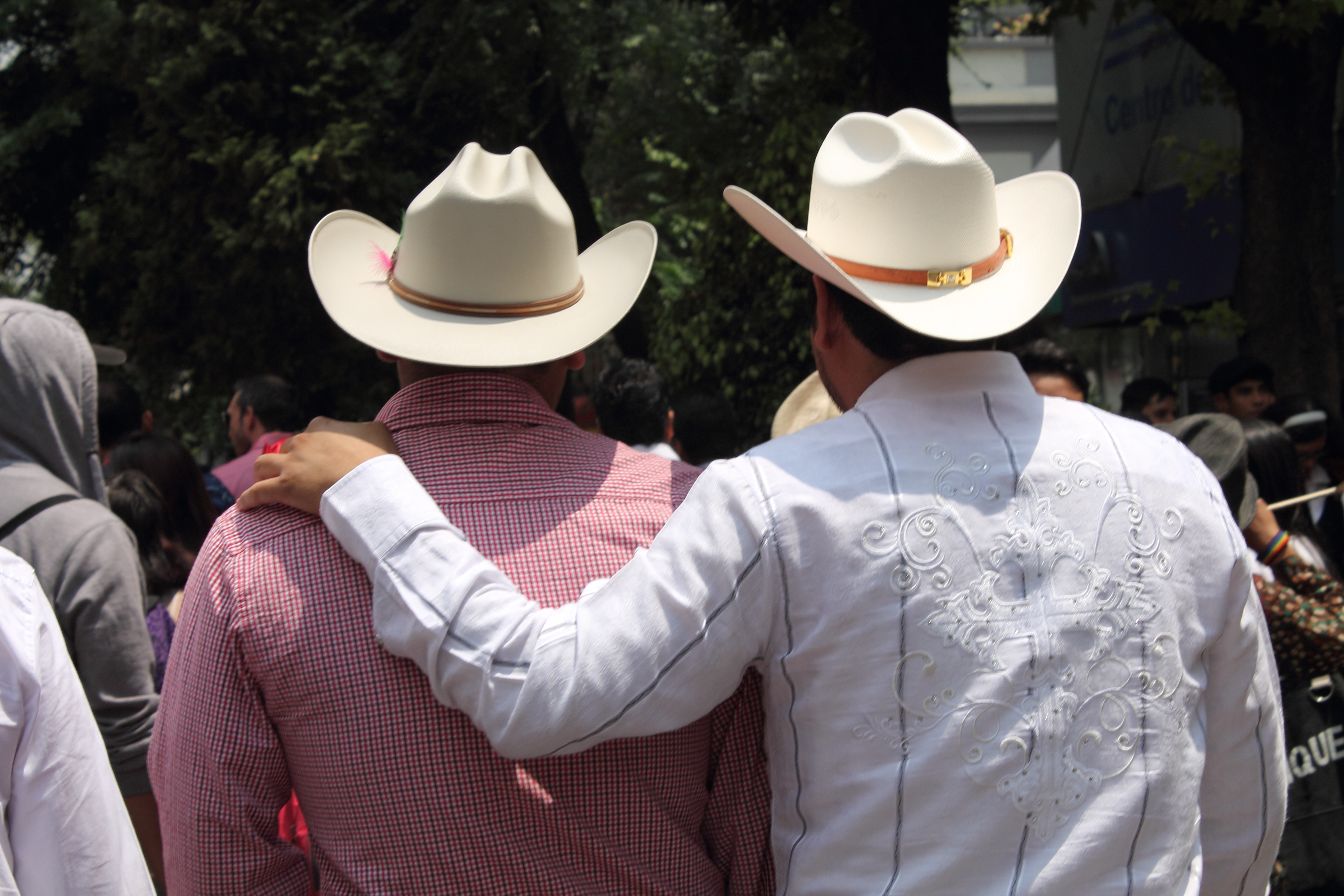
El amor entre dos cowboys bisexuales de la película ganadora del premio Oscar, Brokeback Mountain está inspirada en hechos reales

Tiende a haber una representación negativa en los medios de comunicación, en donde se hace referencia a estereotipos o desórdenes mentales. En un artículo de 2005 sobre la película Brokeback Mountain, la educadora sexual Amy Andre discutía en los filmes que los bisexuales son a menudo representados negativamente:

Me gustan las películas donde bisexuales salen entre sí juntos y se enamoran, ya que estos tienden a ser tan pocos y distantes entre sí; el ejemplo más reciente sería la encantadora comedia romántica de 2002, Kissing Jessica Stein. La mayoría de las películas con personajes 'bi' pintan una imagen estereotipada... El personaje 'bi' suele ser engañoso (Mulholland Drive), sobresexualizado (Sex Monster), infiel (High Art) y voluble (Three of Hearts), e incluso podría ser un asesino en serie, como Sharon Stone en Instinto Básico. En otras palabras, el bisexual es siempre la causa del conflicto en la película.
Amy Andre en American Sexuality Magazine

Usando un análisis de contenido de más de 170 artículos escritos entre 2001 y 2006, el sociólogo Richard N. Pitt, Jr. llegó a la conclusión de que los medios de comunicación describen el comportamiento de los hombres bisexuales negros como ignorando o simpatizando con acciones similares de hombres blancos bisexuales. Argumentó que los bisexuales negros son a menudo descritos como un hombre heterosexual con el doble de propagación del VIH/sida. Como alternativa, el "Brokeback" con bisexuales blancos (cuando se ve como bisexual) a menudo se describe en un lenguaje de compasión con un hombre homosexual siendo víctima forzada en el armario por la sociedad heterosexista a su alrededor.
En el drama de HBO Oz, Chris Keller era una asesino serial bisexual que torturaba y violaba varios hombres y mujeres. Otras películas en donde los personajes bisexuales ocultan una neurosis asesina incluyen La Viuda Negra (de 1987), Blue Velvet, Cruising, Single White Female e Inocencia interrumpida.

## En animales
Muchas especies animales tienden a un comportamiento bisexual.
Entre los mamíferos que muestran este comportamiento figuran el bonobo (antes conocido como el chimpancé pigmeo), orca y el delfín nariz de botella.
Entre las aves hay algunas especies de gaviotas y pingüinos de Humboldt. Otros ejemplos de comportamiento bisexual se dan entre los peces y gusanos planos.
Muchas especies de animales están involucradas en los actos de formar relaciones sexuales y no sexuales entre su mismo sexo. Aun cuando se les ofrece la oportunidad de criar con miembros del sexo opuesto, algunos de estos escogen el mismo sexo. Algunas de estas especies son gacelas, antílopes, bisontes y los urogallos.
En algunos casos, los animales optarán por participar en actividades sexuales con diferentes sexos en distintos momentos de sus vidas, y a veces participan en la actividad sexual con diferentes sexos al azar. La actividad sexual entre animales del mismo sexo también puede ser estacional en algunos animales, como las morsas macho que a menudo se dedican a la actividad sexual entre morsas del mismo sexo fuera de la época de reproducción y volverán a la actividad sexual heterosexual durante la temporada de cría.

### General
- Dag Øistein Endsjø, Sex and Religion. Teachings and Taboos in the History of World Faiths. Reaktion Libros 2011.
- Sigmund Freud. Three Contributions to the Theory of Sex. ISBN 0-486-41603-8
- Michel Larivière. Homosexuels et bisexuels célèbres, Delétraz Editions, 1997. ISBN 2-911110-19-6

### Roma y Antigua Grecia
- Eva Cantarella. Bisexuality in the Ancient World, Yale University Press, New Haven, 1992, 2002. ISBN 978-0-300-09302-5
- Kenneth J. Dover. Greek Homosexuality, New York; Vintage Books, 1978. ISBN 0-394-74224-9
- Thomas K. Hubbard. Homosexuality in Greece and Rome, U. of California Press, 2003. ISBN 0-520-23430-8
- Herald Patzer. Die Griechische Knabenliebe [Greek Pederasty], Wiesbaden: Franz Steiner Verlag, 1982. In: Sitzungsberichte der Wissenschaftlichen Gesellschaft an der Johann Wolfgang Goethe-Universität Frankfurt am Main, Vol. 19 n.º 1.
- W. A. Percy III. Pederasty and Pedagogy in Archaic Greece, University of Illinois Press, 1996. ISBN 0-252-02209-2

### Por país
- Stephen O. Murray and Will Roscoe, et al. Islamic Homosexualities: Culture, History, and Literature, New York: New York University Press, 1997. ISBN 0-8147-7468-7
- J. Wright & Everett Rowson. Homoeroticism in Classical Arabic Literature. 1998. ISBN 0-231-10507-X (pbbk)/ ISBN 0-231-10506-1 (hdbk).
- Gary Leupp. Male Colors: The Construction of Homosexuality in Tokugawa Japan, Berkeley, University of California Press, 1995. ISBN 0-520-20900-1
- Tsuneo Watanabe & Jun'ichi Iwata. The Love of the Samurai. A Thousand Years of Japanese Homosexuality, London: GMP Publishers, 1987. ISBN 0-85449-115-5

### Occidente moderno
- Dual Attraction: Understanding Bisexuality by Martin S. Weinberg, Colin J. Williams, & Douglas W. Pryor, ISBN 0-19-509841-2
- Bi Any Other Name: Bisexual People Speak Out by Loraine Hutchins, Editor & Lani Ka'ahumanu, Editor ISBN 1-55583-174-5
- Getting Bi: Voices of Bisexuals Around the World by Robyn Ochs, Editor & Sarah Rowley, Editor ISBN 0-9653881-4-X
- The Bisexual Option by Fritz Klein, MD ISBN 1-56023-033-9
- Bi Men: Coming Out Every Which Way by Ron Suresha and Pete Chvany, Editors ISBN 978-1-56023-615-3
- Bi America: Myths, Truths, And Struggles of an Invisible Community by William E. Burleson ISBN 978-1-56023-478-4
- Bisexuality in the United States: A Social Science Reader by Paula C. Rodríguez Rust, Editor ISBN 0-231-10226-7
- Bisexuality: The Psychology and Politics of an Invisible Minority by Beth A. Firestein, Editor ISBN 0-8039-7274-1
- Current Research on Bisexuality by Ronald C. Fox PhD, Editor ISBN 978-1-56023-289-6

### Otras lecturas
- Bryant, Wayne M.. Bisexual Characters in Film: From Anais to Zee. Haworth Gay & Lesbian Studies, 1997. ISBN 1-56023-894-1